# Campeonato Mundial de Piragüismo en Aguas Tranquilas de 1975
El XII Campeonato Mundial de Piragüismo en Aguas Tranquilas se celebró en Belgrado (Yugoslavia) en el año 1975 bajo la organización de la Federación Internacional de Piragüismo (ICF) y la Federación Yugoslava de Piragüismo
Las competiciones se realizaron en el canal de piragüismo ubicado en el lago Ada, un entrante del río Sava, enfrente de la isla conocida como Ada Ciganlija.

## Medallistas

### Masculino
| Evento       | Oro                                                                                        | Plata                                                                    | Bronce                                                                                       |
| ------------ | ------------------------------------------------------------------------------------------ | ------------------------------------------------------------------------ | -------------------------------------------------------------------------------------------- |
| K1 500 m     | Géza Csapó · Hungría                                                                       | Vasile Dîba Rumania                                                      | Grzegorz Śledziewski · Polonia                                                               |
| K2 500 m     | Viktor Vorobiev Nikolai Astapkovich URSS                                                   | Herbert Laabs Harald Marg RDA                                            | Larion Serghei Policarp Malîhin Rumania                                                      |
| K1 4 × 500 m | Iván Herczeg · József Svidró · Zoltán Sztanity · Péter Várhelyi · Hungría                  | Nicușor Eșanu Mihai Zafiu Ion Dragulschi Vasile Dîba Rumania             | Herminio Menéndez Rodríguez Martín Vázquez López José Ramón López Luis Gregorio Ramos España |
| K1 1000 m    | Oreste Perri · Italia · Grzegorz Śledziewski · Polonia                                     | —                                                                        | Rüdiger Helm RDA                                                                             |
| K2 1000 m    | Alexander Slatnow Gerhard Rummel RDA                                                       | Larion Serghei Policarp Malîhin Rumania                                  | József Deme · János Rátkai · Hungría                                                         |
| K4 1000 m    | Herminio Menéndez Rodríguez José María Esteban José Ramón López Luis Gregorio Ramos España | Herbert Laabs Gerhard Rummel Rüdiger Helm Harald Marg RDA                | Géza Csapó · Zoltán Bakó · József Deme · János Rátkai · Hungría                              |
| K1 10 000 m  | Oreste Perri · Italia                                                                      | Hans-Erich Pasch RFA                                                     | Kasimirz Nikin · Polonia                                                                     |
| K2 10 000 m  | Zoltán Bakó · István Szabó · Hungría                                                       | Danio Merli · Giorgio Sbruzzi · Italia                                   | Valeri Chemezo Petras Šiurskas URSS                                                          |
| K4 10 000 m  | Einar Rasmussen · Steinar Amundsen · Andreas Olheim · Olaf Søyland · Noruega               | Costel Coșniță Cuprian Macarencu Vasile Simiocenco Nicușor Eșanu Rumania | Leonid Derevianko Nikolai Gorbachov Piotr Shurga Anatoli Sharykin URSS                       |
| C1 500 m     | Serguei Petrenko URSS                                                                      | Miklós Darvas · Hungría                                                  | Borislav Ananiev Bulgaria                                                                    |
| C2 500 m     | Alexandr Vinogradov Yuri Lobanov URSS                                                      | Tomáš Šach Jiří Čtvrtečka Checoslovaquia                                 | Gábor Árva · Péter Povázsay · Hungría                                                        |
| C1 1000 m    | Vasili Yurchenko URSS                                                                      | Ivan Patzaichin Rumania                                                  | Tamás Wichmann · Hungría                                                                     |
| C2 1000 m    | Gábor Árva · Péter Povázsay · Hungría                                                      | Gheorghe Danielov Gheorghe Simionov Rumania                              | Roman Vyshenko Alexandr Vinogradov URSS                                                      |
| C1 10 000 m  | Vasili Yurchenko URSS                                                                      | Károly Szegedi · Hungría                                                 | Matija Ljubek Yugoslavia                                                                     |
| C2 10 000 m  | Vladas Česiūnas Yuri Lobanov URSS                                                          | Tamás Buday · Oszkár Frey · Hungría                                      | Ivan Burchin Stefan Iliev Bulgaria                                                           |

### Femenino
| Evento   | Oro                                                      | Plata                                                                          | Bronce                                                                  |
| -------- | -------------------------------------------------------- | ------------------------------------------------------------------------------ | ----------------------------------------------------------------------- |
| K1 500 m | Anke Ohde RDA                                            | Galina Kreft URSS                                                              | Maria Nichiforov Rumania                                                |
| K2 500 m | Bärbel Köster Carola Zirzow RDA                          | Galina Kreft Yekaterina Naguirnaya URSS                                        | Maria Kazanecka · Katarzyna Kulczak · Polonia                           |
| K4 500 m | Bärbel Köster Carola Zirzow Bettina Müller Anke Ohde RDA | Larisa Beznitskaya Nadezhda Trajimenok Galina Kreft Yekaterina Naguirnaya URSS | Ilona Tözsér · Mária Zakariás · Klára Rajnai · Ágnes Pozsonyi · Hungría |

## Medallero
| Núm. | País           | Oro | Plata | Bronce | Total |
| ---- | -------------- | --- | ----- | ------ | ----- |
| 1    | URSS           | 6   | 3     | 3      | 12    |
| 2    | Hungría        | 4   | 3     | 5      | 12    |
| 3    | RDA            | 4   | 2     | 1      | 7     |
| 4    | Italia         | 2   | 1     | 0      | 3     |
| 5    | Polonia        | 1   | 0     | 3      | 4     |
| 6    | España         | 1   | 0     | 1      | 2     |
| 7    | Noruega        | 1   | 0     | 0      | 1     |
| 8    | Rumania        | 0   | 6     | 2      | 8     |
| 9    | RFA            | 0   | 1     | 0      | 1     |
| 9    | Checoslovaquia | 0   | 1     | 0      | 1     |
| 11   | Bulgaria       | 0   | 0     | 2      | 2     |
| 12   | Yugoslavia     | 0   | 0     | 1      | 1     |
|      | TOTAL          | 19  | 17    | 18     | 54    |